# Мазера
Мазера́ (фр. Mazeirat, окс. Masèirac) — коммуна во Франции, находится в регионе Лимузен. Департамент коммуны — Крёз. Входит в состав кантона Аэн. Округ коммуны — Гере.
Код INSEE коммуны — 23128.

## Население
Население коммуны на 2010 год составляло 137 человек.
| 1962 | 1968 | 1975 | 1982 | 1990 | 1999 | 2010 |
| ---- | ---- | ---- | ---- | ---- | ---- | ---- |
| 178  | 164  | 162  | 162  | 142  | 137  | 137  |

## Экономика
В 2010 году среди 78 человек трудоспособного возраста (15—64 лет) 55 были экономически активными, 23 — неактивными (показатель активности — 70,5 %, в 1999 году было 69,4 %). Из 55 активных жителей работали 52 человека (20 мужчин и 32 женщины), безработных было 3 (3 мужчин и 0 женщин). Среди 23 неактивных 4 человека были учениками или студентами, 17 — пенсионерами, 2 были неактивными по другим причинам.